# Ken Ring
Ken Kiprono Ring (Bro, 29 gennaio 1979) è un rapper svedese.

## Biografia
Äntligen hemma (2007), nono album in studio, è stato il primo ingresso del rapper nella Sverigetopplistan, esordendo alla 28ª posizione. Hip hop, uscito due anni dopo, ha fatto il debutto in classifica al 9º posto; il disco, candidato per un Grammis, contiene la hit doppio platino Nu måste vi dra.
Själen av en vän (2012) ha ricevuto anch'esso la certificazione di doppio platino dalla IFPI Sverige. Il suo LP più recente, intitolato En Kärlek, è stato pubblicato nell'agosto 2017.

## Discografia

### Album in studio
- 1999 – Vägen tillbaka
- 2000 – Mitt hem blir ditt hem
- 2002 – Mellanspelet
- 2003 – InblicKEN
- 2003 – Det bortglömda
- 2004 – 2 legender utan penger (con Tommy Tee)
- 2004 – KENnelklubben
- 2005 – Rubriken
- 2007 – Äntligen hemma
- 2009 – Hip hop
- 2014 – Det började för längesen
- 2016 – Baxat USB av Ken Ring
- 2016 – XXV
- 2017 – En Kärlek

### Album dal vivo
- 2014 – Livet (Ljudboken)

### EP
- 2014 – Fett mycket bättre
- 2015 – Återvinning, Vol. 1
- 2015 – Återvinning, Vol. 2
- 2015 – Återvinning, Vol. 3
- 2015 – Återvinning, Vol. 4
- 2015 – Återvinning, Vol. 5

### Mixtape
- 2009 – Sommarbänken
- 2011 – Kiprono

### Singoli
- 2011 – Jag skriver för er
- 2012 – Själen av en vän (feat. Million Stylez)
- 2014 – Livet (feat. Samia)
- 2014 – Svartskalle
- 2014 – Spegeln (feat. Viktor Ax)
- 2014 – Poverty
- 2015 – Lyckas är ett måste (feat. Keya)
- 2015 – Flyktingvägen
- 2015 – Två vägar
- 2016 – Legend
- 2016 – Hooden (feat. Abidaz & Zeki)
- 2016 – Ger dig allt jag har
- 2016 – Vi ses igen
- 2016 – Eldsjäl + Du och jag (feat. Linnea Samia Khalil)
- 2017 – Sarah (con Duane Stephenson)
- 2017 – Tillbaka i tiden
- 2017 – Vi rider
- 2018 – Hässelby Gård (feat. Olle Häggberg)
- 2019 – Leva i frid
- 2020 – Saker som jag sett (con Partillo e Rawa)
- 2021 – Min son (feat. Rabih)
- 2021 – Folkmordet (con Massi)
- 2021 – Valuta (con Unge T)
- 2021 – Blomman som vissnar (feat. Rawa)
- 2021 – Fortsätt lev (feat. Julius)
- 2022 – Jag såg en kvinna (feat. Rabih)
- 2023 – Snälla gå (feat. Linnea Samia Khalil)

### Collaborazioni
- 2007 – Gömma mig (Mange Schmidt feat. Ken Ring)